# Aeropuerto de Gdańsk-Lech Wałęsa
El Aeropuerto de Gdansk Lech Walesa (en polaco: Port Lotniczy Gdańsk im. Lecha Wałęsy), anteriormente Port Lotniczy Gdańsk-Rębiechowo), (IATA: GDN, OACI: EPGD), es un aeropuerto ubicado en Gdansk, Polonia, no muy lejos del núcleo metropolitano llamado Tricity (Trójmiasto): Gdansk (10 km), Sopot (10 km) y Gdynia (23 km).
El aeropuerto recibe su nombre de Lech Walesa, antiguo presidente polaco. En el muro exterior de la terminal se puede ver el logo del aeropuerto, la firma actual de Lech Walesa, una estilizada "W".

## Historia
El aeropuerto abrió en 1974 cerca del pueblo de Rebiechowo (terrenos más tarde adheridos a la ciudad de Gdansk en 1973), para reemplazar el anterior aeropuerto ubicado cerca del centro de la ciudad en los suburbios de Wrzeszcz. El aeropuerto adquirió su nombre actual en 2004. En 2006 atendió a 1.249.780 pasajeros (un incremento del 84% respecto al año anterior). La mitad de ellos eran pasajeros internacionales.
El aeropuerto de Gdansk Lech Walesa funciona como compañía privada desde 1993. Se abrió una nueva terminal en 1997.
El aeropuerto de Gdansk puede usarse como aeropuerto alternativo del Aeropuerto de Varsovia Frederic Chopin en casos de mala climatología o emergencias.
Una nueva terminal (T2) fue inaugurada con motivo de la Euro 2012 el 6 de abril de 2012.

## Aerolíneas y destinos

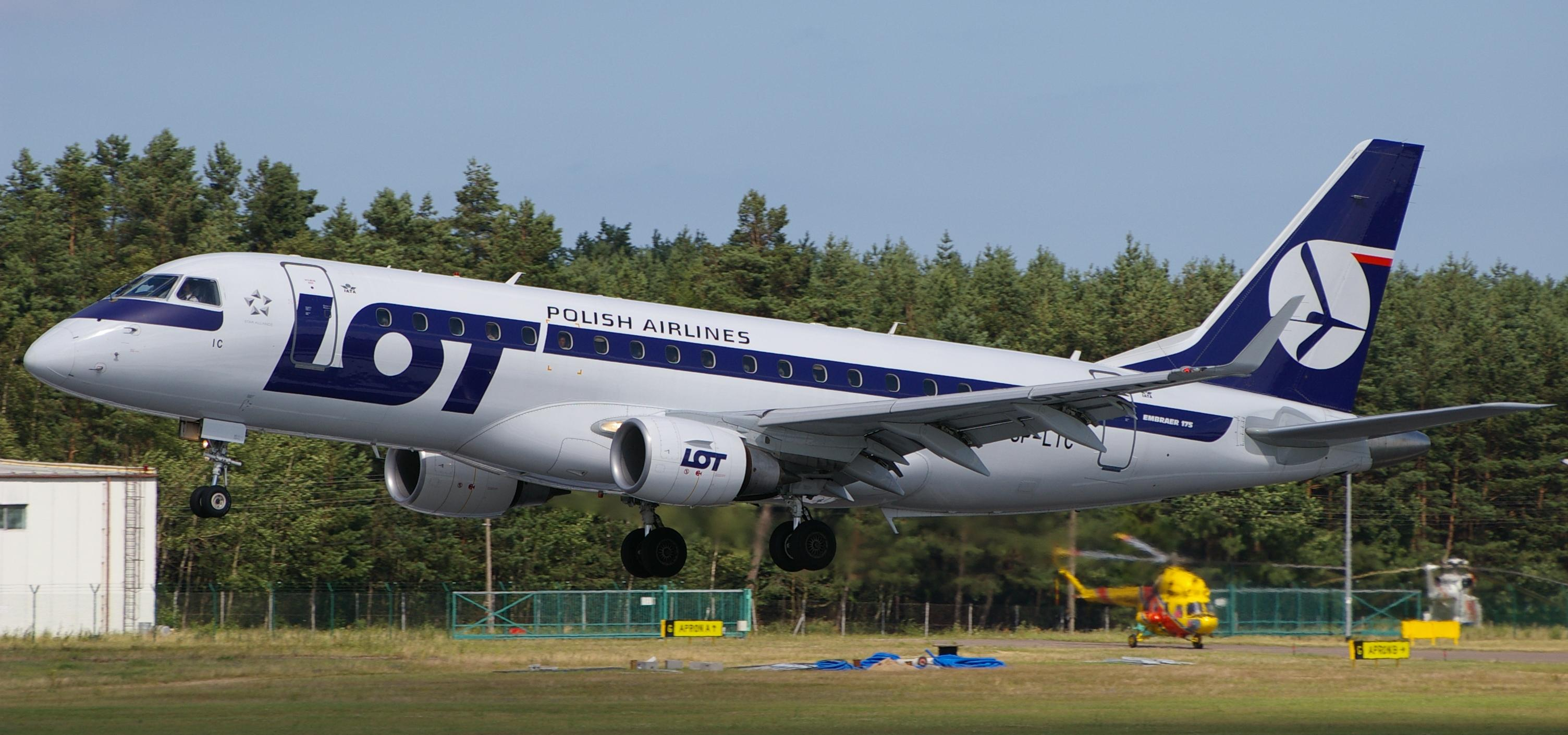
ERJ-175 de LOT Polish Airlines aterrizando

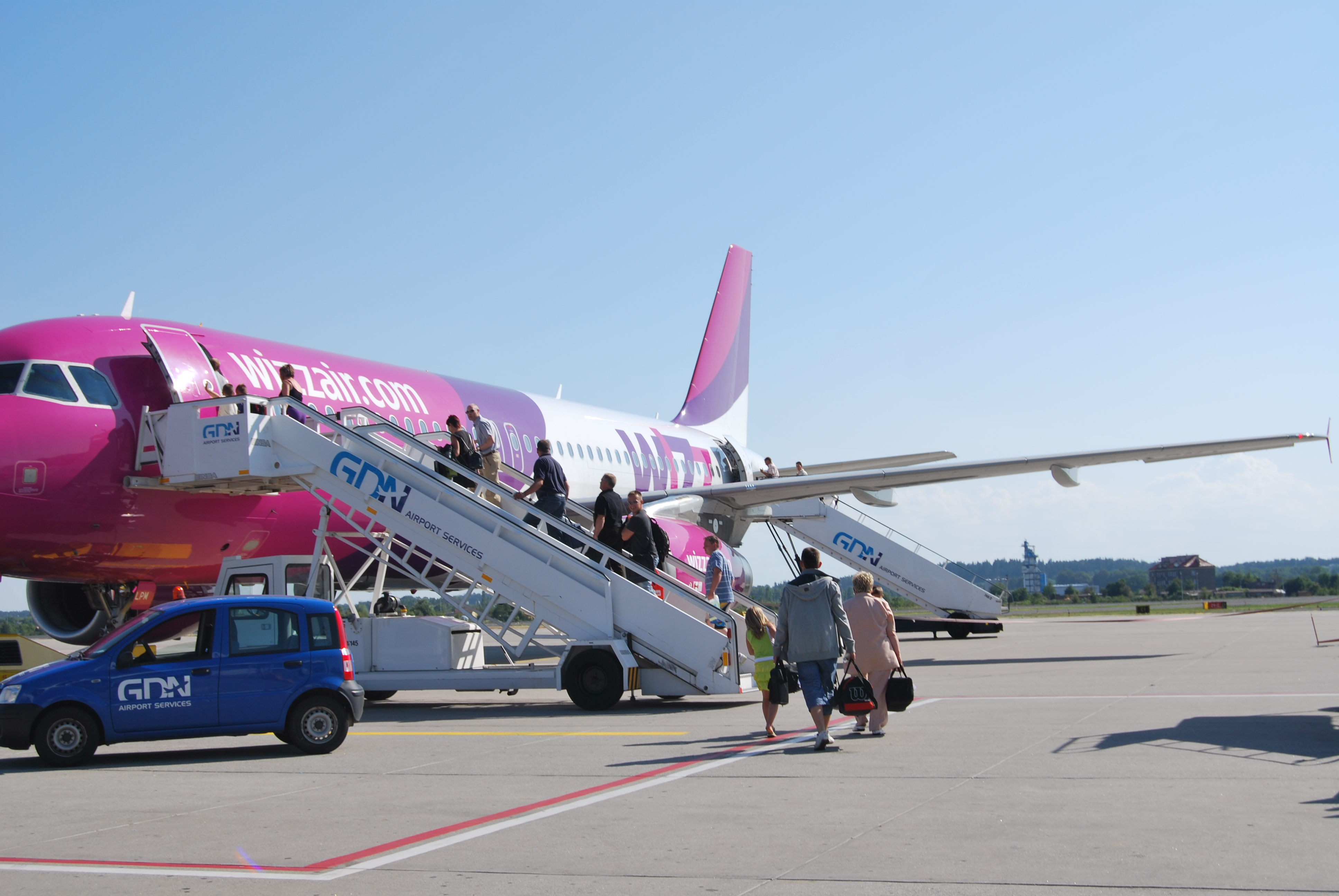
Airbus A320 de Wizz Air estacionado

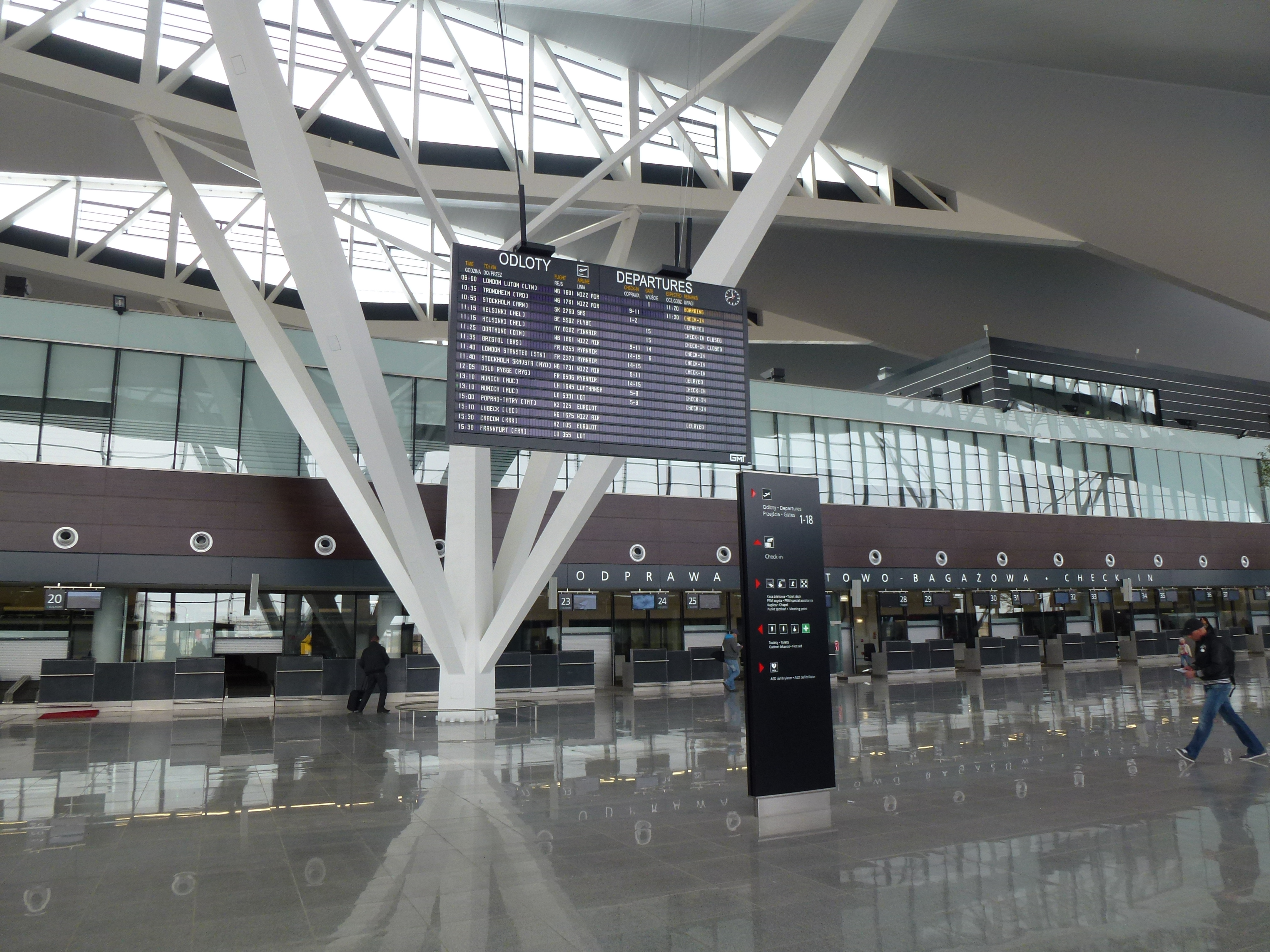
Facturación en la nueva terminal

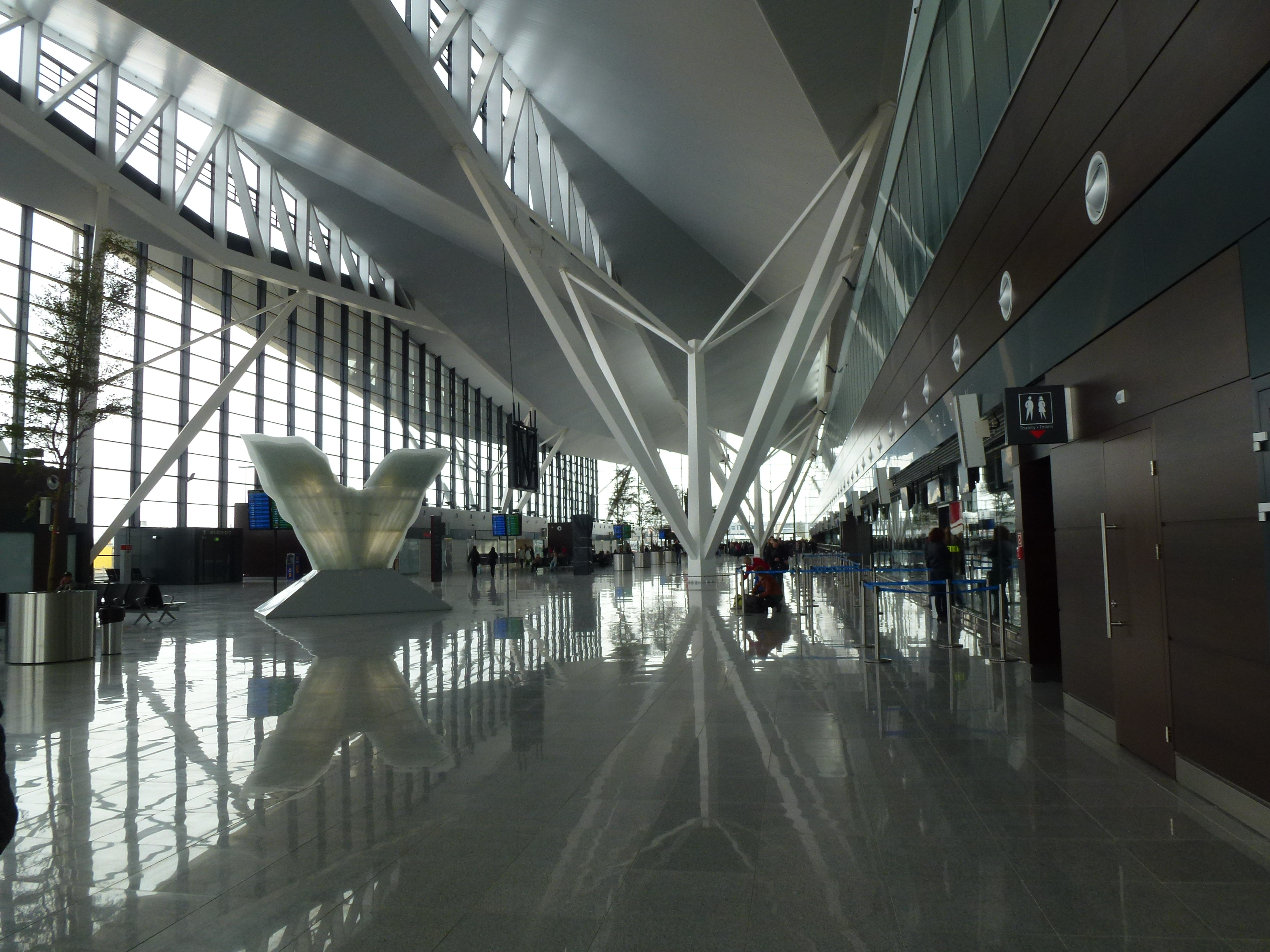
Nueva terminal

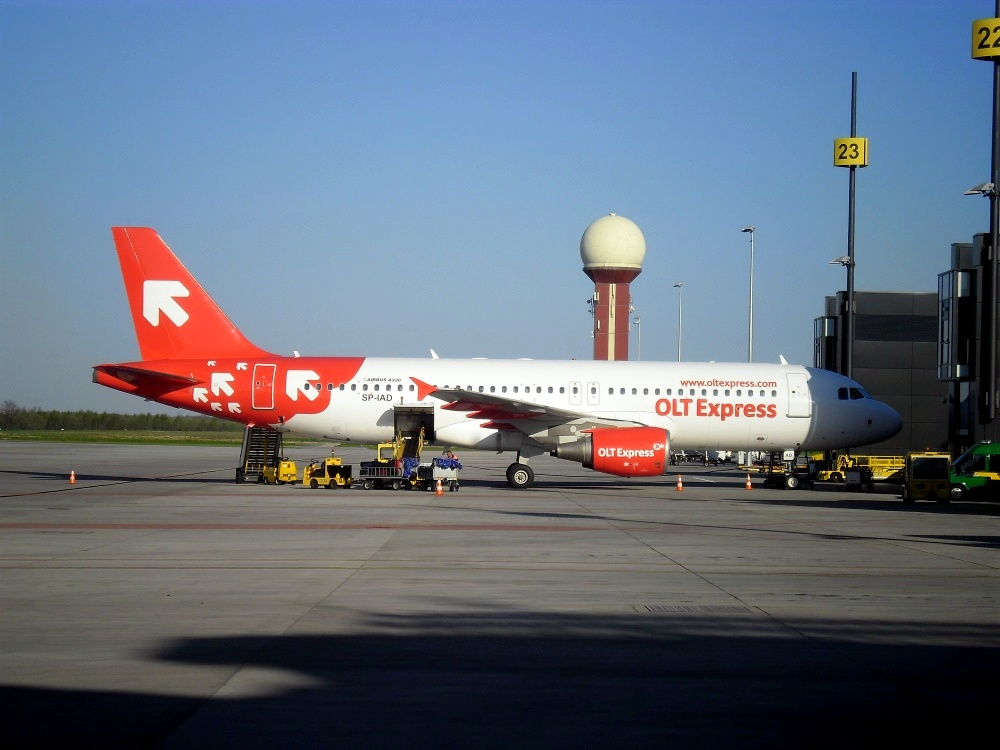
A320 de OLT Express en el aeropuerto de Gdańsk

| Aerolíneas                                        | Destinos |
| ------------------------------------------------- | --- |
| Enter Air                                         | Estacional: Antalya, Cos, Dubrovnik, Gerona, La Canea, Palma de Mallorca, Rodas, Sharm el-Sheij, Tesalónica, Zante |
| EuroLOT                                           | Aarhus, Ámsterdam, Bremen, Cracovia, Poprad-Tatry, Poznan, Wrocław Estacional: Zadar |
| Flybe operado por Flybe Nordic                    | Helsinki |
| LOT Polish Airlines                               | Fráncfort, Varsovia-Chopin |
| LOT Polish Airlines operado por EuroLOT           | Varsovia-Chopín |
| Lufthansa Regional operado por Lufthansa CityLine | Fráncfort, Múnich |
| Norwegian Air Shuttle                             | Oslo-Gardermoen |
| OLT Express                                       | Ámsterdam , Breslavia, Bruselas , Colonia/Bonn , Hahn, Hamburgo, Katowice, Cracovia, Londres-Gatwick , Lodz, Marsella, París-Orly, Roma-Fiumicino, Reykjavik , Poznan, Szczecin, Venecia-Marco Polo , Verona , Varsovia-Chopin                                                                             |
| Ryanair                                           | Birmingham, Bristol, Dublín, Edimburgo, Eindhoven, Gerona, Leeds/Bradford, Londres-Stansted, Oslo-Rygge, Valencia |
| Scandinavian Airlines                             | Copenhague, Oslo-Gardermoen, Estocolmo-Arlanda |
| Wizz Air                                          | Barcelona, Beauvais, Bergen, Colonia/Bonn, Cork, Dortmund, Eindhoven, Glasgow-Prestwick, Gotemburgo-Ciudad, Haugesund, Liverpool, Londres-Luton, Lubeck, Malmoe, Milán-Orio al Serio, Roma-Fiumicino, Oslo-Torp, Stavanger, Estocolmo-Skavsta, Trondheim, Turku, Valencia ( Inicia el 31 de marzo de 2024) |

### Aerolíneas de carga
| Aerolíneas                    | Destinos        |
| ----------------------------- | --------------- |
| DHL Aviation operado por Exin | Leipzig/Halle   |
| Sprint Air                    | Varsovia        |
| TNT Airways                   | Katowice, Lieja |

## Estadísticas
Ver fuente y consulta Wikidata.
| Año  | Pasajeros | Carga (Tm) | Operaciones |
| ---- | --------- | ---------- | ----------- |
| 1999 | 249.913   | 1.472      | 10.512      |
| 2000 | 269.960   | 1.552      | 11.586      |
| 2001 | 319.174   | 1.953      | 14.052      |
| 2002 | 318.033   | 2.211      | 13.450      |
| 2003 | 365.036   | 2.686      | 14.346      |
| 2004 | 463.840   | 2.742      | 17.500      |
| 2005 | 677.946   | 3.433      | 19.000      |
| 2006 | 1.249.780 | 4.037      | 24.200      |
| 2007 | 1.708.739 | 4.757      | 28.200      |
| 2008 | 1.954.166 | 4.610      | 31.000      |
| 2009 | 1.890.925 | 4.067      | 30.000      |
| 2010 | 2.232.590 | 4.487      | 32.000      |
| 2011 | 2.483.000 | 4.943      | 34.360      |

OLT Express es la mayor aerolínea en el aeropuerto. Dispone de cinco Airbus 320 con base en el aeropuerto, dando servicio a 23 destinos. Wizz Air tiene una importante presencia en el aeropuerto también.

## Transporte público en el aeropuerto

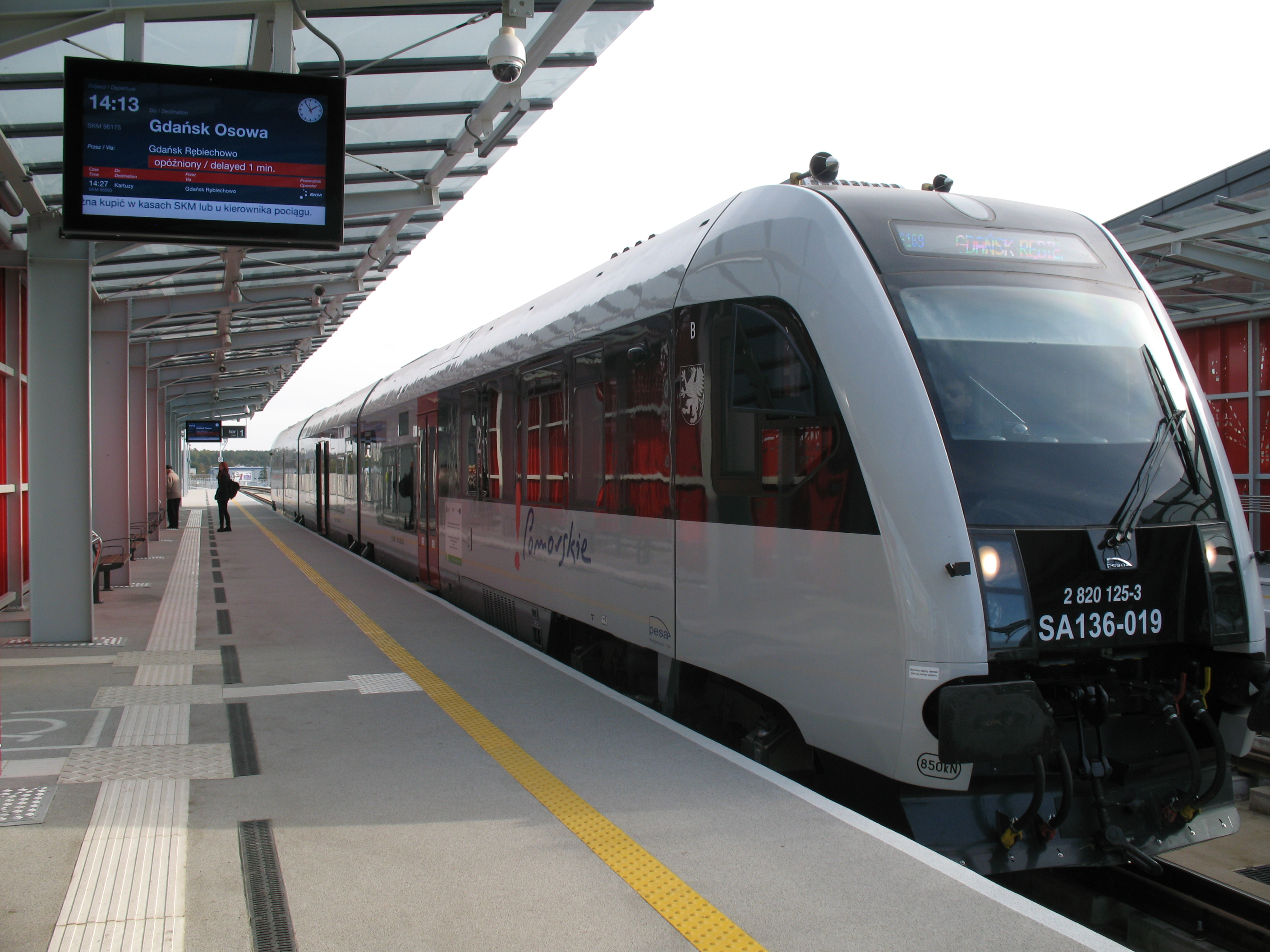
Estación del Aeropuerto de Gdańsk-Lech Wałęsa

Las siguientes líneas de autobús conectan el aeropuerto:
- a Gdansk-Centro, Ruta B por Gdansk-Wrzeszcz, estación de trenes de Gdansk, casco antiguo.
- a Gdansk-Wrzeszcz, Ruta 110 a la estación de trenes de Gdansk-Wrzeszcz.
- a Gdynia, Ruta 510 a la estación de tren de Gdynia-Redlowo Railway Station, estación principal de trenes de Gdynia.